# Ludwig von Reuter
Ludwig von Reuter, född 9 februari 1869 i Guben, död 18 december 1943 i Potsdam, var en tysk sjöofficer
von Reuter var under första världskriget bland annat befälhavare på slagkryssaren "Derfflinger", sedermera chef för grupper av kryssare och spaningsfartyg samt nådde viceamirals grad. Reuter förde kommandot över tyska högsjöflottan sedan den hade internerats av Storbritannien i Scapa Flow efter krigets slut. Den 21 juni 1919 beordrade han att flottan skulle sänka sina skepp för att förhindra att britterna tog över dem i samband med Versaillesfreden. von Reuter skildrade händelseförloppet i Scapa Flow. Das Grab der deutschen Flotte (1921). Ur marintjänsten fick han avsked i augusti 1920. Han återinträdde aldrig i tjänst, men erhöll 1939 amirals grad.